# Тріль Тетяна Іванівна
Тетяна Тріль (Полюхович) (нар. 27 вересня 1998) — українська футболістка, півзахисниця житомирського «Полісся».

## Клубна кар'єра
З восьмого класу Тетяна Полюхович навчалася у Костопільському обласному ліцеї-інтернаті. 
Дебютувала у вищій лізі чемпіонату України у складі «Родини». 
У 2014 році Федерація футболу України визнала Полюхович найкращою гравчинею України віком до 17 років. 
У 2017 році доєдналася до команди «Житлобуд-2». Разом з харківською командою вперше взяла участь у Лізі чемпіонів УЄФА, а у грі проти валійської команди «Свонсі Сіті» Полюхович зробила хет-трик. Загалом за часи виступів у складі «Житлобуду» Тетяна двічі ставала чемпіоном України та двічі завойовувала національний кубок.
У 2021 році Тріль (Полюхович) повернулась до рідного міста, де продовжила свої виступи в команді «Верес», яка на той момент виступала у першій лізі. У сезоні 2021/22 років за «Верес» Тетяна провела сім матчів у яких забила 11 м'ячів. 
Першу частину сезону 2022/23 років Тетяна пропустила через вагітність, а у червні 2022 року вона народила доньку.
Тетяна була капітаном «Вереса» і в усіх турнірах відіграла за рівенчанок 36 матчів та відзначилася 25 голами. 
У січні 2024 року стало відомо, що Тетяна Тріль на умовах трансферної угоди продовжить свою кар'єру у житомирському «Поліссі». Разом з новою командою Тріль вийшла до фінального етапу першої ліги 2023/24. 
Там у півфіналі її «Полісся» програло з рахунком 1:4 команді «Сістерс».  У матчі за третє місце один з забитих м'ячів був на рахунку Тріль, але ту гру команда з Житомиру також програла, цього разу «Минаю» з рахунком — 3:4.
7 серпня 2024 року «Полісся» дебютувало у вищій лізі. Перший гол в історії команди у цьому турнірі забила Тетяна Тріль у ворота уманських «Пантер».

## Кар'єра в збірній
Викликалася до дівочої збірної України WU-17 та молодіжної збірної України WU-19.
9 листопада 2018 року дебютувала за національну збірну у товариському матчі проти збірної Косова.

## Досягнення
«Житлобуд-2»
- Вища ліга чемпіонату України
  -  Чемпіонка (2): 2017, 2020
- Кубок України:
  -  Володарка (2): 2020, 2021